# Yalek
Yalek est une série de bande dessinée franco-belge réalisée en 1969 pour le quotidien Le Soir par le scénariste André-Paul Duchâteau et le dessinateur Christian Denayer, remplacé à partir de 1980 par Jacques Géron. Publiée en albums à partir de 1972, la série a eu plusieurs éditeurs successifs, dont Rossel.

## Naissance de la série
Tout commence grâce à Tibet qui, en 1966, avait proposé à Christian Denayer un travail sur Ric Hochet. Pour les décors et les voitures, ce dernier rencontre André-Paul Duchâteau. Ensemble, Christian Denayer et André-Paul Duchâteau créent deux personnages nommés Yalek et Pocket en 1969 pour le journal belge Le Soir.
La première publication dans ce journal belge est le 15 octobre 1969.

## Synopsis

### Personnages
- Yalek, un reporter de télévision.
- Donald Book alias Pocket
- Captain Verity
- Sabrina, une jeune journaliste anglaise.

## Analyse

### Coscénario avec Stephen Desberg
Dans les années 1977-1978, André-Paul Duchâteau a écrit avec Stephen Desberg le scénario Le Triangle maudit qui, paru dans le journal Le Soir Illustré du no 2390 du 13 avril 1978 au 2412 du 14 septembre 1978, reste alors jusque-là un album inédit.

## Publications en français

### Revues
Yalek est apparu pour la première fois dans les pages destinées aux jeunes du quotidien Le Soir Jeunesse de 1969 à 1978.
- Le Soir Jeunesse[3], de 22 octobre 1969 à 5 mars 1975.
- Le Soir Illustré[3], no 2298 à 2412, de 8 juillet 1976 à 14 septembre 1978.
- Samedi-Jeunesse no 196 à 222, février 1974 à avril 1976.
- Super As no 41 à 84, de 20 novembre 1979[5] à 16 septembre 1980[6].

### Albums
- 1 Y comme Yalek, Rossel, 1972
Scénario : André-Paul Duchâteau - Dessin : Christian Denayer - Couleurs : Noir et blanc
- 2 L'Araignée de fer, Rossel, 1972
Scénario : André-Paul Duchâteau - Dessin : Christian Denayer - Couleurs : Noir et blanc
- 3 L'Empire de la peur, Rossel, 1973
Scénario : André-Paul Duchâteau - Dessin : Christian Denayer - Couleurs : Liliane
- 4 Les Prisonniers de Yacomac, Rossel, 1973
Scénario : André-Paul Duchâteau - Dessin : Christian Denayer
- 5 Apocalypse en direct, Rossel, 1975
Scénario : André-Paul Duchâteau - Dessin : Christian Denayer - Couleurs : Liliane
- 6 La Ville sans ombre, Rossel, 1975
Scénario : André-Paul Duchâteau - Dessin : Christian Denayer
- 7 Le Maître de Bannok, Rossel, 1977
Scénario : André-Paul Duchâteau - Dessin : Christian Denayer - Couleurs : Didier Desmit
- 8 Cataclysme en mondiovision, Fleurus, 1980
Scénario : André-Paul Duchâteau - Dessin : Jacques Géron -  (ISBN 2-215-00327-8)
- 9 Viking, puissance 1000, Fleurus, 1980
Scénario : André-Paul Duchâteau - Dessin : Jacques Géron -  (ISBN 2-215-00359-6)
- 10 Opération Nessy, Novedi, 1981
Scénario : André-Paul Duchâteau - Dessin : Jacques Géron -  (ISBN 2-01-008164-1)
- 11 Zone Interdite, Hachette, octobre 1981
Scénario : André-Paul Duchâteau - Dessin : Jacques Géron -  (ISBN 2-01-008171-4)
- 12 L'Île de corail, Novedi, septembre 1982
Scénario : André-Paul Duchâteau - Dessin : Jacques Géron -  (ISBN 2-01-008920-0)
- 13 Alerte à Kourou, Hachette, Marcinelle, février 1983
Scénario : André-Paul Duchâteau - Dessin : Jacques Géron -  (ISBN 2-01-009379-8)
- 14 Les Yeux de flamme, Hachette, octobre 1983
Scénario : André-Paul Duchâteau - Dessin : Jacques Géron -  (ISBN 2-01-009861-7)
- 15 Le Territoire du diable, Novedi, juin 1984
Scénario : André-Paul Duchâteau - Dessin : Jacques Géron -  (ISBN 2-8039-0011-4)
- 16 La Clef d'or, Novedi, mars 1985
Scénario : André-Paul Duchâteau - Dessin : Jacques Géron -  (ISBN 2-8039-0020-3)